# Kim Wŏn-u
Kim Wŏn-u (* 11. April 1947 in Kimhae, Kyŏngsangnam-do) ist ein südkoreanischer Schriftsteller.

## Leben
Kim Wŏn-u, geborener Kim Wŏn-su (김원수|金源守), kam am 11. April 1947 in Kimhae, Provinz Süd-Kyŏngsang, zur Welt. Nach seinem Abschluss in englischer Literatur an der Kyŏngbuk National Universität studierte er an der Sogang-Universität weiter bis zu seinem Magister.
1977 debütierte er mit der Erzählung Amt (임지), einer beißenden Kritik an Spießbürgertum und Warenfetischismus, allgegenwärtig in der koreanischen Mittelschicht. Seine Charaktere besitzen keine oder wenig individuelle Eigenschaften und finden allein dank ihres unaufhörlichen Strebens nach Profit Erfüllung im Leben. Sie sind so beschäftigt mit unmittelbarer, materieller Befriedigung, dass sie die Sterilität ihres Lebens gar nicht bemerken. Kim verwendet deswegen oft einen Akteur von außen, der die Rolle des Vermittlers übernimmt.
Kims Literatur durchdringt jedoch auch eine gewisse Nachdenklichkeit, und diese Qualität hat viel mit den persönlichen Erfahrungen zu tun, die er in seine Geschichten einbaut. Die Falschheit und Heuchelei, die der Erfolgsrhetorik der Mittelklasse zu Grunde liegen, sind auch ein Teil seines Lebens; die Lustlosigkeit, die aus der alltäglichen Routine entsteht, wird in den Erinnerungen an seine Kindheit sichtbar. Kims kritische Stimme vermittelt daher etwas Dickköpfiges und zugleich doch Ehrliches.

## Arbeiten

### Koreanisch
- 세 자매 이야기 Die Geschichte dreier Geschwister (1988)
- 가슴없는 세상 Welt ohne Herz (1993)
- 우국의 바다 Meer des Patriotismus (1993)
- 안밖에서 길들이기 Drinnen und draußen aufziehen (1995)
- 방황하는 내국인 Herumlungernder Inländer (1996)
- 짐승의 시간 Zeit der Bestien (1995)
- 모노가미의 새 얼굴 Das neue Gesicht der Monogamie (1996)
- 산비탈에서 사랑을 Liebe am Berghang (1997)
- 일인극 가족 Monodrama Familie (1999)
- 젊은 천사 Junger Engel (2005)
- 무기질 청년 Waffenjunge (2007)
- 모서리에서의 인생독법 Die Lebensart in der Ecke (2008)
- 산책자의 눈길 Der Blick des Spazierenden (2008)
- 부부의 초상 Bildnis eines Ehepaars (2013)

## Auszeichnungen
- 1998: 동서문학상 (Tongsŏ Literaturpreis)
- 2002: 대산문학상 (Taesan Literaturpreis)